# Çumra
Çumra este un oraș din Turcia.